# Björn Langhammer
Björn Magnus Langhammer, född 12 juni 1933 i Tyska Sankta Gertruds församling i Stockholm, död 23 december 1986 i Nacka församling i Stockholms län, var en svensk fotograf.
Björn Langhammer var son till tyskbördige fotografen Richard Langhammer och hans svenska hustru Milly, ogift Magnusson, samt farbror till skådespelaren Ia Langhammer. 
Langhammer var ansvarig utgivare för den romska tidskriften Amé beschás under 1960- och 1970-talen. Han var medförfattare till Zigenare är vi (1967) och Hur blev det sen då, Katitzi? (1977). Han dokumenterade romskt liv under 1960-talet, ett bildarkiv som i dag är deponerat på Kungliga Biblioteket. I en utställning på Moderna museet i Stockholm visas bilder från denna samling 2015–2016 tillsammans med Anna Riwkins bilder från 1950-talet. Langhammer var också en av upphovsmännen till några av de låtar som getts ut på skiva i samband med Katitzi-böckerna.
Åren 1954–1962 var han gift med Norma Ertbom (1927–2014). De fick dottern Birgitta Langhammer (född 1952), som är professor i Oslo. Åren 1962–1981 var han gift med författaren och opinionsbildaren Katarina Taikon (1932–1995). De fick sonen Niki Langhammer (1961–1999), som blev företagare och framgångsrik judoutövare.